# Séguénéga
Séguénéga là một tổng của tỉnh Yatenga ở phía bắc Burkina Faso. Thủ phủ của tổng này là thị xã Ouahigouya. Dân số năm 2006 là 61.730 người.

## Các thị xã và các làng
Bakou, Bangassila-Mossi, Bangassila-Silmi-Mossi, Bassanga-Peulh, Bomhiri, Boulguin, Gambo, Gambo-Foulbe, Goubre, Gouroungo, Guitti, Jougalhiri, Kandega-Mossi, Kandega-Silmi-Mossi, Kolkom, Koudouma, Koukabako-Baloum, Koukabako-Silmi-Mossi, Koukabako-Yarce, Mogom, Mogom-Silmi-Mossi, Namassa, Niebce, Noungou, Ouonko-Mossi, Ouonko-Silmi-Mossi, Outoum-Mossi, Outoum-Silmi-Mossi, Ramsa, Roffo-Mossi, Sabouli, Sanspelga-Marance, Sanspelga-Mossi, Sarga, Sittigo, Tambokin, Teonsogo, Tougouya, Zouma-Mossi, Zouma-Silmi-Mossi, Zomkalga-Marance, Zomkalga-Mossi và Zouma-Peulh.